# Instrumento científico

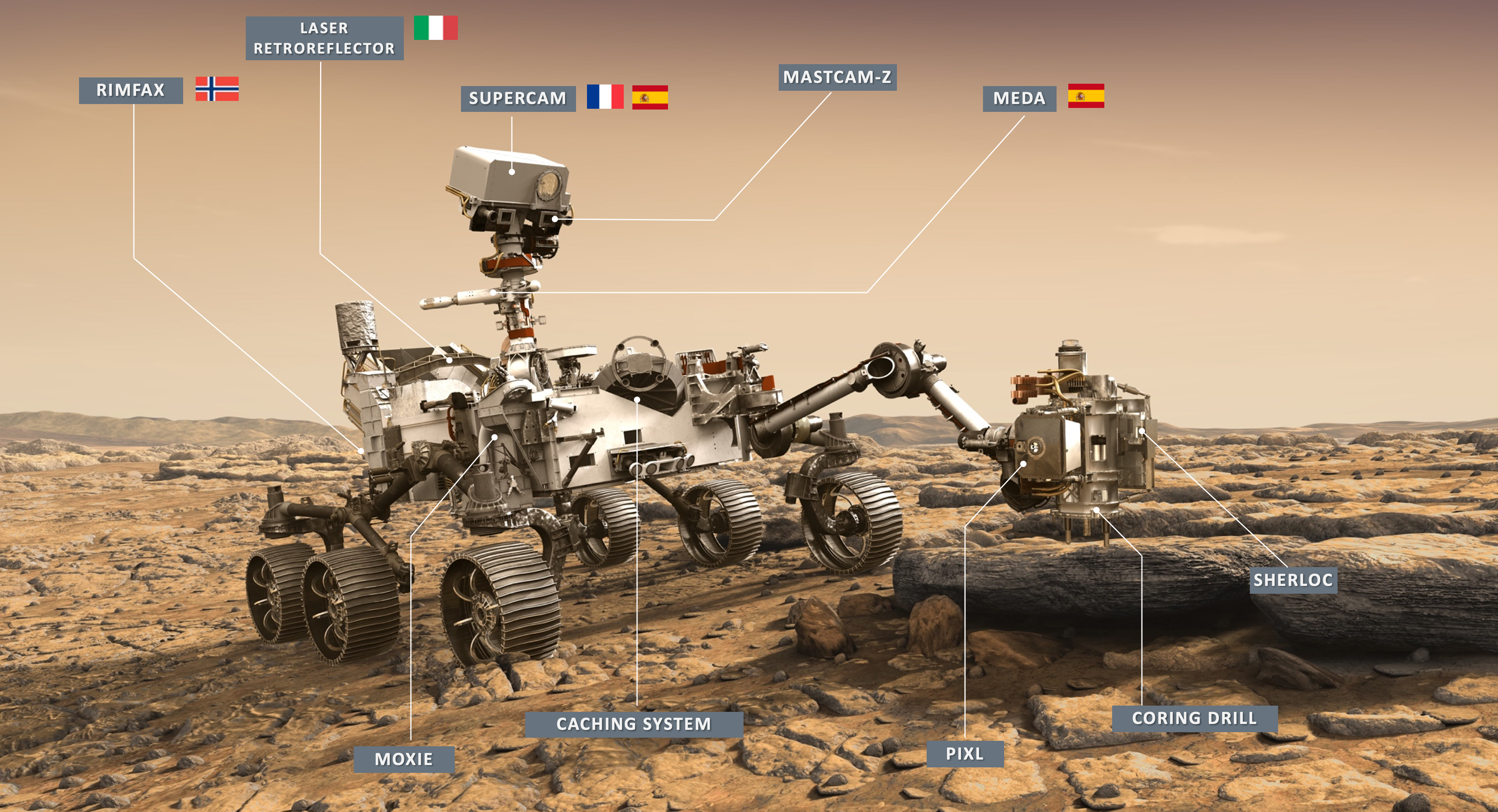
Vehículo marciano Perseverance dotado de diferentes instrumentos para el estudio de la superficie del planeta

Un instrumento científico es un aparato o dispositivo que está específicamente diseñado, construido y a menudo refinado a través del método de ensayo y error para ayudar a la ciencia. Específicamente, los instrumentos científicos sirven para buscar, adquirir, medir, observar y almacenar datos reproducibles y verificables. Para su funcionamiento aplican algún principio físico, relación, o tecnología.
Los datos suministrados por un instrumento científico son, por lo general, conjuntos de medidas numéricas que nos dan información sobre propiedades o fenómenos relativos a observaciones o experimentos de diversos aspectos de la realidad. Por ello los instrumentos científicos podrían clasificarse en instrumentos de medida (como el cronómetro), instrumentos de observación (como el microscopio) o instrumentos que permiten ambas cosas (como el espectrofotómetro).
Los primeros instrumentos científicos surgieron en el siglo XVII, y se multiplicaron en funciones, precisión y usos con el desarrollo de la ciencia en los siglos posteriores.
Suelen terminar en los sufijos de -scorpio (porque ven algo), -metro (porque miden algo) o -tron (instrumentos complejos modernos, como el ciclotrón).

## Características y funciones
Los instrumentos científicos persiguen un aumento constante del grado de exactitud y precisión de las medidas que realizan, ya sean las variables independiente o dependientes, durante observaciones empíricas o procedimientos experimentales firmemente basados en el método científico y respetando un diseño experimental predefinido.
Son parte del equipamiento de laboratorio, pero se consideran más sofisticados y más especializados que otros instrumentos de medida como balanzas, cintas métricas, cronómetros, termómetros o incluso generadores de energía o de forma de onda. Están cada vez más basados en la integración de equipos para mejorar y simplificar el control, mejorar y ampliar las funciones instrumentales, las condiciones, los ajustes de parámetros y datos de muestreo, la recolección, la resolución, el análisis (durante y después del proceso), el almacenamiento y la recuperación de tales datos. 
Los instrumentos individuales también pueden estar conectados en una red de área local (LAN) e incluso estar integrados como parte de un sistema de gestión de la información de laboratorio (LIMS). Además pueden tener acceso vía Internet a bases de datos de propiedades físicas, para comparar los resultados obtenidos y realizar un análisis avanzado de los resultados, incluso permitiendo la difusión y compartición de los datos obtenidos.
Algunos instrumentos científicos pueden ser bastante grandes de tamaño, como los grandes colisionadores de partículas cuyas circunferencias miden decenas de kilómetros o las antenas de radiotelescopio y los conjuntos de antenas utilizados en astrofísica. Como es de esperar, en el extremo opuesto también existen instrumentos científicos y de investigación de pequeño tamaño, una gran parte de ellos en el campo de la medicina, especialmente en el área del diagnóstico y la proyección de imagen no invasiva. Se están investigando dispositivos nanométricos para interactuar con nuestro cuerpo a nivel microscópico.
Existen instrumentos científicos en todas las áreas y escenarios de la ciencia. Se pueden encontrar en cualquier laboratorio del mundo, incluso a bordo de cohetes, satélites artificiales o vehículos de exploración planetaria controlados a gran distancia por radio.

## Historia de los instrumentos científicos

### SigloXVII
Los primeros instrumentos científicos fueron diseñados para mejorar las observaciones y en cierto modo resultan herederos del método científico. Los binóculos de Galileo (1609) seguidos de la invención del telescopio pueden considerarse entre los primeros artefactos específicamente diseñados para mejorar la producción científica de la época. A estos les siguieron la brújula y otros instrumentos de topografía y geografía, siempre dentro del siglo XVII. También pertenecen a ese siglo el barómetro, el metro, la balanza hidrostática y el termómetro. 

### SigloXVIII
A comienzos de siglo se considera que existen tres clases de instrumentos:
- Matemáticos: útiles en astronomía, navegación, arquitectura y medida del tiempo.
- Ópticos: continuadores del telescopio y microscopio descubiertos un siglo antes, y
- Filosóficos: que permitían demostraciones sobre filosofía natural: bomba neumática, aparato electrostático, máquina eléctrica, etc.

Este siglo vería una gran diversificación, mejora y aumento del catálogo disponible de instrumental de observación y medida, especialmente en Inglaterra. 
- En 1727 George Graham construye un sector cenital para el observatorio de James Bradley.[2]

### SigloXIX
Los instrumentos se hacen cada vez más precisos y sofisticados. Dejan de ser una mera extensión de los sentidos para convertirse en la interfaz necesaria para obtener los datos necesarios que no son accesibles directamente.

## Lista de instrumentos científicos
Para cada uno de los instrumentos que figuran a continuación se indica el área científica en que se emplea y la magnitud que miden.
- Termómetro, varias disciplinas, medida de la temperatura
- Acelerómetro, física, aceleración.

- Calibre, palmer, esferómetro, física, pequeñas longitudes.
- Calorímetro, termología, calor.
- Cromatógrafo, química analítica, separación y análisis de sustancias químicas
- Secuenciador de ADN, biología molecular.
- Dinamómetro, física, par de fuerzas.
- Electroscopio, electricidad, carga eléctrica.
- Gravímetro, física, aceleración de la gravedad.
- Inclinómetro, inclinación o pendiente.
- Interferómetro, óptica, espectros de luz infrarroja, visible, etc.
- Magnetógrafo, magnetismo, campo magnético.
- Espectrómetro de masa, química, identificación de compuestos y caracterización.
- Micrómetro, la distancia.
- Microscopio, magnificación óptica.
- Espectrómetro de RMN, la identificación del compuesto químico, la proyección de imagen de diagnóstico médico.
- Ohmetro, resistencia eléctrica / impedancia.
- Osciloscopio, voltaje de la señal eléctrica, la amplitud, longitud de onda, frecuencia, forma de onda / patrón.
- pH-metro, química, mediada de la acidez de las disoluciones (pH)
- Sismómetro, aceleración.
- Espectrograma, la frecuencia del sonido, longitud de onda, amplitud.
- Espectrómetro, frecuencia de la luz, longitud de onda, amplitud.
- Hubble, ampliación de luz (astronomía).
- Tiempo de vuelo del espectrómetro de masas, véase el espectrómetro de masas.
- Teodolito, topografía, ángulos.
- Termopar, temperatura.
- Voltímetro, voltaje.
- Computadora

## Diseñadores de instrumentos científicos
Algunos diseñadores importantes de instrumentos científicos son:
- William Jones
- Petrus Jacobus Kipp
- Gustave Le Bon
- Arjen Roelofs
- Johannes Schöner
- Georg Friedrich von Reichenbach

## Museos de instrumentos científicos
En muchos museos dedicados a la historia de la ciencia es posible ver la evolución de los instrumentos científicos. Por ejemplo:
- Museo Boerhaave, Holanda.
- Deutsches Museum, Alemania.
- Royal Victoria Gallery for the Encouragement of Practical Science.
- Whipple Museum of the History of Science.
- Steno Museum, Aarhus, Dinamarca.
- Istituto e Museo di Storia della Scienza, Florencia, Italia.